# Bobby Evans (football)
Ne doit pas être confondu avec Bobby Evans (baseball) ou Bobby Evans (football américain).
Bobby Evans (né le 16 juillet 1927 à Glasgow et mort le 1er septembre 2001) est un footballeur international écossais, devenu par la suite entraîneur. Il fait partie du Scottish Football Hall of Fame, depuis 2008, lors de la cinquième session d'intronisation.
En 14 saisons professionnelles au Celtic Glasgow, il participe à 549 rencontres, dont une partie en tant que capitaine. C'est notamment le cas de la fameuse finale de la coupe de la Ligue en 1957 qui voit l'écrasante victoire du Celtic sur les rivaux du Rangers FC (7-1), connue par les supporters comme « Hampden in the sun (en) ».
Sélectionné en équipe nationale à 48 reprises entre 1948 et 1960, il en est le capitaine lors de la Coupe du monde de football de 1954 en Suisse.
Il meurt le 1er septembre 2001 d'une pneumonie après avoir souffert pendant plusieurs années de la maladie de Parkinson.

## Carrière
| Période   | Club                               | Matchs   |
| --------- | ---------------------------------- | -------- |
| 1946-1960 | Celtic Glasgow                     | 549 (11) |
| 1960-1961 | Chelsea                            | 32 (0)   |
| 1961-1962 | Newport County (entraîneur-joueur) | 31 (0)   |
| 1962-1963 | Greenock Morton                    | 31 (0)   |
| 1963-1964 | Third Lanark AC (joueur)           | 7 (1)    |
| 1964-1965 | Third Lanark AC (entraîneur)       | -        |
| 1965-1967 | Raith Rovers FC                    | 78 (0)   |

## Palmarès
- Championnat d'Écosse : 1954
- Coupe d'Écosse : 1951 et 1954
- Coupe de la Ligue d'Écosse : 1957 et 1958